# Pentax A3
Le Pentax A3 est un appareil photographique reflex argentique à objectif interchangeable (baïonnette KA) fabriqué par Pentax, entre 1984 et 1985.

## Caractéristiques
C'est le premier Pentax à motorisation intégrée. En contrepartie, le Pentax A3 ne propose que les modes Programme et priorité ouverture (B), et perd en compacité.

## Galerie

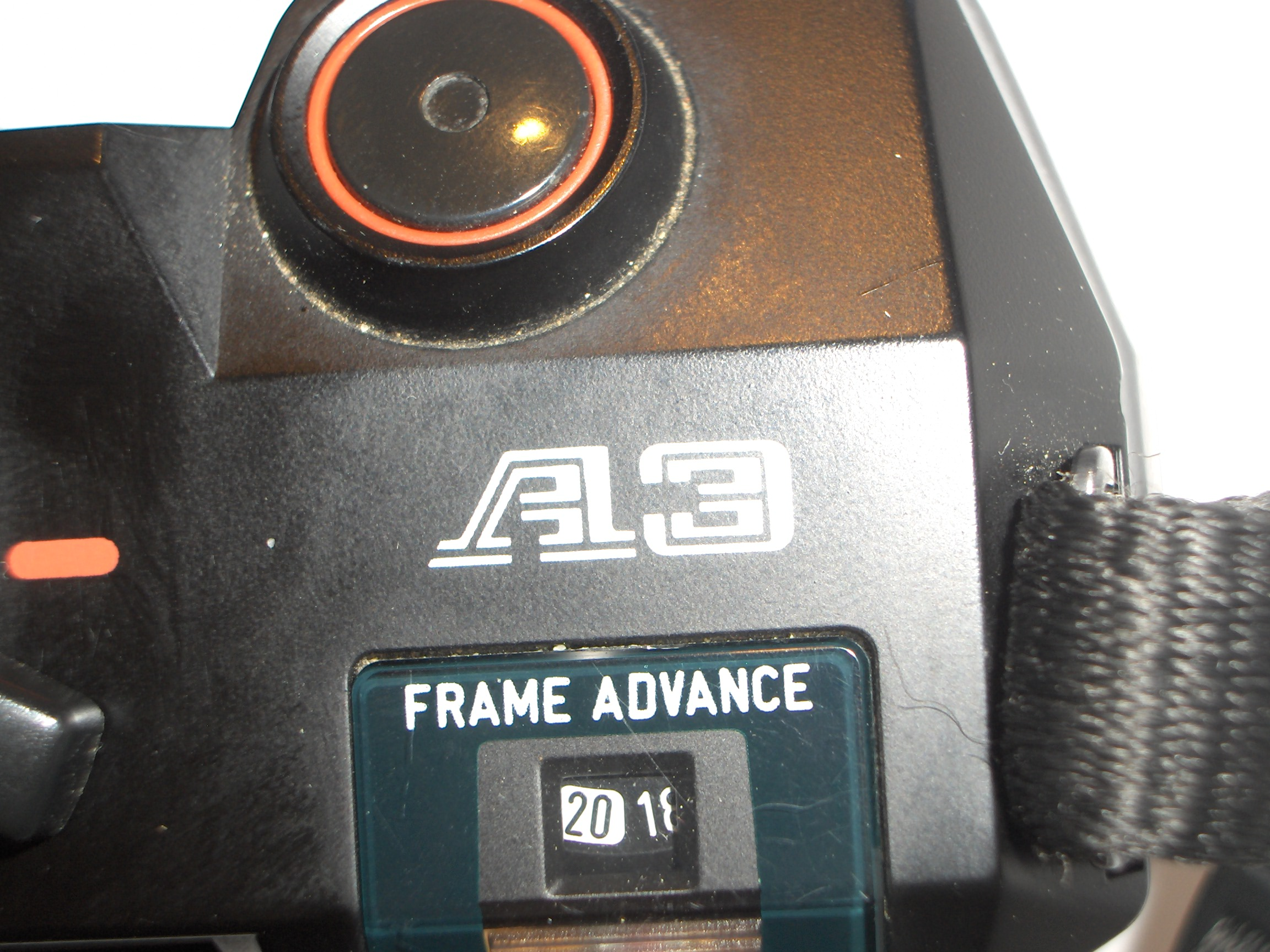
Pentax A3 - détail du compteur de vues
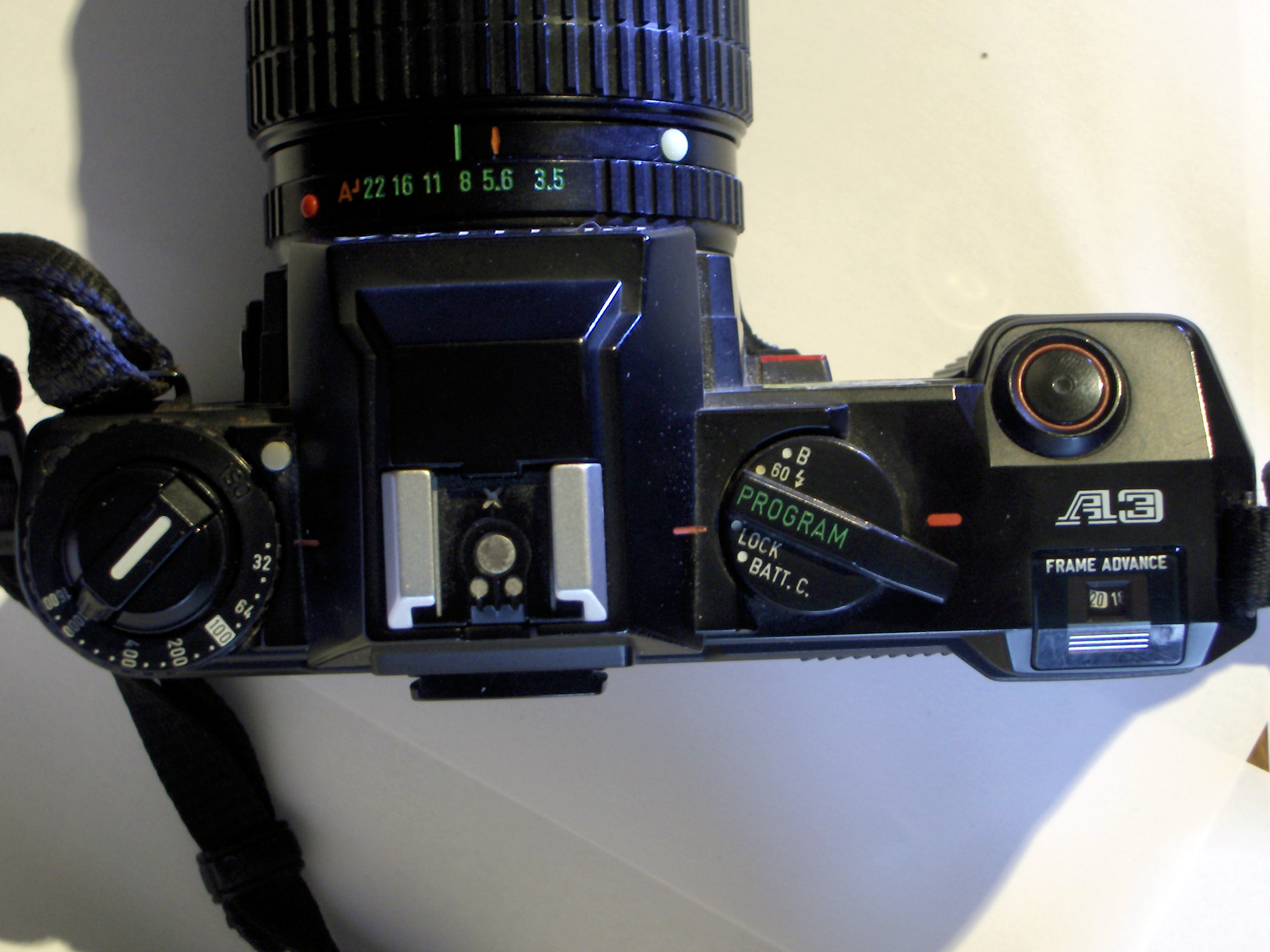
Pentax A3 - vue de dessus